# Tomás Guardia Gutiérrez
Pour les articles homonymes, voir Gutiérrez.
Tomás Miguel Guardia Gutiérrez (né le 16 décembre 1831 à Bagaces et mort le 6 juillet 1882 à Alajuela) est un militaire et homme d'État costaricien.
Président de la République du Costa Rica, il a gouverné le pays de 1870 à 1876 et de 1877 à 1882.